# Semotilus
Semotilus is een geslacht van straalvinnige vissen uit de familie van karpers (Cyprinidae).

## Soorten
- Semotilus atromaculatus (Mitchill, 1818)
- Semotilus corporalis (Mitchill, 1817)
- Semotilus lumbee Snelson & Suttkus, 1978
- Semotilus thoreauianus Jordan, 1877